# Mario Sara
Mario Sara (* 21. Februar 1982) ist ein österreichischer Fußballspieler.

## Karriere
Seine Karriere begann er in der Jugend von FK Austria Wien. 2001 kam er zum FC Tirol, mit dem er 2002 österreichischer Meister wurde und dabei selbst zu zwei Einsätzen kam.
Er wechselte anschließend 2002 für zwei Jahre zum FC Lustenau 07, bis er 2004 zum SCR Altach ging, wo er in der Saison 2005/06 den Meistertitel in der zweitklassigen Ersten Liga und somit den Aufstieg in die Bundesliga schaffte. Im Mai 2006 wechselte Mario Sara zum SK Rapid Wien. Auf sich aufmerksam machte Sara in der Liga vor allem durch seine gefährlichen Freistöße mit dem linken Fuß. 2008 wurde er erneut österreichischer Meister, diesmal hatte er vier Einsätze zu verbuchen.
Nachdem sich Mario Sara auch bei Rapid nicht in der Bundesliga hatte durchsetzen können, ging er 2008 wieder zurück in die Erste Liga und nahm ein Angebot des FC Wacker Innsbruck an. Mit dem FC Wacker Innsbruck wurde Sara in der Saison 2009/10 mit zwei Punkten Vorsprung auf den FC Admira Wacker Mödling Meister der zweitklassigen österreichischen Ersten Liga und stieg somit mit dem Team in die Bundesliga auf.
Noch vor dem Beginn der Spielzeit 2010/11 wechselte der 28-Jährige nach Liechtenstein zum FC Vaduz.
Der gelernte Mittelfeldspieler wurde dort zum Innenverteidiger umgeschult und blieb dort fünf Jahre, bevor er zum Saisonwechsel 2015 ins Burgenland zum SC Ritzing wechselte. Im Juli 2017 wechselte der 35-Jährige zum SV Wimpassing. Zur Saison 2018/19 wechselte er zum Regionalligisten ASK-BSC Bruck/Leitha. In drei Jahren in Bruck kam er zu 49 Einsätzen in der Ostliga, in denen er fünf Tore erzielte.
Zur Saison 2021/22 schloss Sara sich dem siebtklassigen ASV Hornstein an.

## Erfolge
- 2 × Meister der Österreichischen Bundesliga: 2001/02 und 2007/08
- 2 × Meister der zweitklassigen Ersten Liga: 2005/06 und 2009/10

## Persönliches
Er lebt heute mit seiner Frau Carina und ihrer Tochter in Hornstein am Neufelder See. Sein Vater ist der ehemalige Austria-Spieler Josef Sara und sein Onkel der frühere Nationalmannschaftskapitän Robert Sara.